# ディズニー インフィニティ
『ディズニー インフィニティ』（Disney INFINITY）は、ディズニー・インタラクティブ・スタジオが開発し、2013年に発売されたゲームソフト。プラットフォームはPlayStation 3、Xbox 360、Wii U、ニンテンドー3DSなど。
日本では、Wii U版と3DS版がバンダイナムコゲームス（後のバンダイナムコエンターテインメント）より2013年11月28日に発売されたほか、2014年6月11日からNTTのクラウドゲームサービス・ひかりTVゲームでも配信が開始された。2015年には続編となる『ディズニー インフィニティ2.0』が発売・配信開始された。2015年11月12日にはシリーズ3作目『ディズニー インフィニティ3.0』が発売された。

## 概要
ウォルト・ディズニー・カンパニーやピクサー・アニメーション・スタジオが制作した作品の登場キャラクターがクロスオーバーする、クリエイティブ要素を備えたゲーム。
本商品には専用機器「ディズニーインフィニティ・ベース」が付属しており、「キャラクターフィギュア」「パワーディスク」の内蔵データをリードしてゲームに反映させることができる。「キャラクターフィギュア」なら使用するプレイヤーキャラが変化し、「パワーディスク」ならアイテムや特殊効果などが使えるようになる。パワーディスクは円形と六角形のものがあり、円形のものはフィギュアの下に2枚まで設置することができ、主にキャラクターの能力アップに使用する。六角形のものは色によって使用方法が異なり、オレンジのものは追加の武器や乗り物を出現させ、紫のものはブロックのテクスチャや背景（スカイドーム）の変更に使用する。円形のものはプレイセットでも使用できるが、六角形のものはトイボックスモード専用。
Wii U版のジャンルはアクションゲームでディズニーインフィニティ・ベースでプレイセットピースとそれに対応するキャラクターフィギュアを読み込むことで作品ごとのストーリーをプレイできる。
Wii U版のスターターパックで最初から遊べるプレイセット（ストーリーモード）は以下の3つ。
- モンスターズユニバーシティ
- パイレーツオブカリビアン
- Mr.インクレディブル

追加のプレイセット・パックが必要になるのは以下の3つ
- カーズ
- ローンレンジャー
- トイストーリー

3DS版のジャンルはボードゲームでプレイヤーキャラを用いたすごろくをプレイする。ディズニーインフィニティ・ベースでパワーディスクを読み込むことでサイコロの変更（紫色の六角形）や特殊能力の使用（円形）、アイテムのアンロック（オレンジ色の六角形）などが可能。

## 参加作品・キャラクター
- モンスターズ・ユニバーシティ - サリー、マイク、ランドール
- パイレーツ・オブ・カリビアン - ジャック・スパロウ、バルボッサ、デイヴィ・ジョーンズ
- Mr.インクレディブル - Mr.インクレディブル、Mrs.インクレディブル、ダッシュ、ヴァイオレット、シンドローム
- カーズ - マックィーン、メーター、ホリー、フランチェスコ
- ローン・レンジャー - トント、ローン・レンジャー
- トイ・ストーリー - ウッディ、ジェシー、バズ・ライトイヤー
- ナイトメアー・ビフォア・クリスマス  - ジャック
- シュガー・ラッシュ - ラルフ、ヴァネロペ
- 塔の上のラプンツェル - ラプンツェル
- ファンタジア - ミッキー
- アナと雪の女王 - アナ、エルサ
- フィニアスとファーブ - フィニアス、エージェントP